# Войнович
Войнович (на македонска литературна норма: Војновиќ; на албански: Vojnoviq) е село в Северна Македония, в община Куманово.

## География
Селото е разположено в котловината Жеглигово, северно от Куманово, на самата граница със Сърбия, западно от ГКПП Прешево-Табановце и Автомагистрала А1.

## История
До 2015 година Войнович е махала на Табановце. През септември 2014 година със закон е обявено за село. На 27 май 2015 година законът е приложен от съвета на община Куманово, която обявява Войнович и Костурник за села.